# 花桥街道 (成都市)
花桥街道，原为花桥镇，是中华人民共和国四川省成都市新津区下辖的一个乡镇级行政单位。2019年12月，撤镇设街道

## 行政区划
花桥街道下辖以下地区：
黄桷树社区、金桥社区、焦严村、蔡湾村、筒车村、马王村、长春村、龚巷村和方井村。